# 110-kV-Leitung Regensburg–Passau
Die 1927 errichtete 110-kV-Leitung Regensburg–Passau ist eine Drehstrom-Hochspannungs-Freileitung. Auf das bei dieser Freileitung verwendete Mastbild geht die Bezeichnung „Donaumast“ zurück. Obwohl zuvor bereits Mittelspannungsleitungen mit diesem Mastbild gebaut worden waren und beim Stausee Niederwartha sowie zwischen dem Kraftwerk bei Tschechnitz (Siechnice) und Bunzlau (Boleslawice) in Schlesien zeitgleich ebenfalls Donaumasten errichtet wurden, setzte sich diese Bezeichnung schließlich durch.

## Geschichte
Ab 1924 errichtete das Bayernwerk ein Verbundnetz aus 110-kV-Leitungen. Bei den zuvor errichteten Leitungen wurden Tannenbaummasten verwendet.
Die Originalmasten der Donauleitung aus den 1920er Jahren werden seit den 2010er Jahren kontinuierlich durch Neukonstruktionen ersetzt. Lediglich südlich von Straubing existiert noch ein kleiner Abschnitt auf den Originalmasten.

## Verlauf
Die Leitung verläuft vom 1922 errichteten Kraftwerk Kachlet in Passau entlang der Donau über Straubing bis nach Regensburg. Dort wurde die Donauleitung an eine um 1924 errichtete Hochspannungsleitung, welche von München nach Hof (Saale) verläuft, angeschlossen.

## Bauform
Die Bezeichnung „Donaumast“ bezeichnet eine bestimmte Bauform von Freileitungsmasten für zwei Drehstromkreise, bei der sich je zwei Leiterseile eines Stromkreises auf der unteren Traverse befinden und eines auf der oberen.
Die Masten wirken für die heutige Zeit relativ zierlich, da zum Bauzeitpunkt andere Vorschriften hinsichtlich der Stabilität sowie des Mindestabstandes zum Erdboden galten. Die Masten besitzen keinen Betonfuß, sondern sind direkt im Erdboden verankert.
Anstelle einer Mastspitze besitzt der Mast wie die meisten vor 1945 errichteten Freileitungen lediglich einen A-förmigen Aufsatz zur Befestigung des Erdseils. Ins Auge fällt außerdem der relativ große Abstand zwischen der unteren und der oberen Quertraverse.

## Fotos

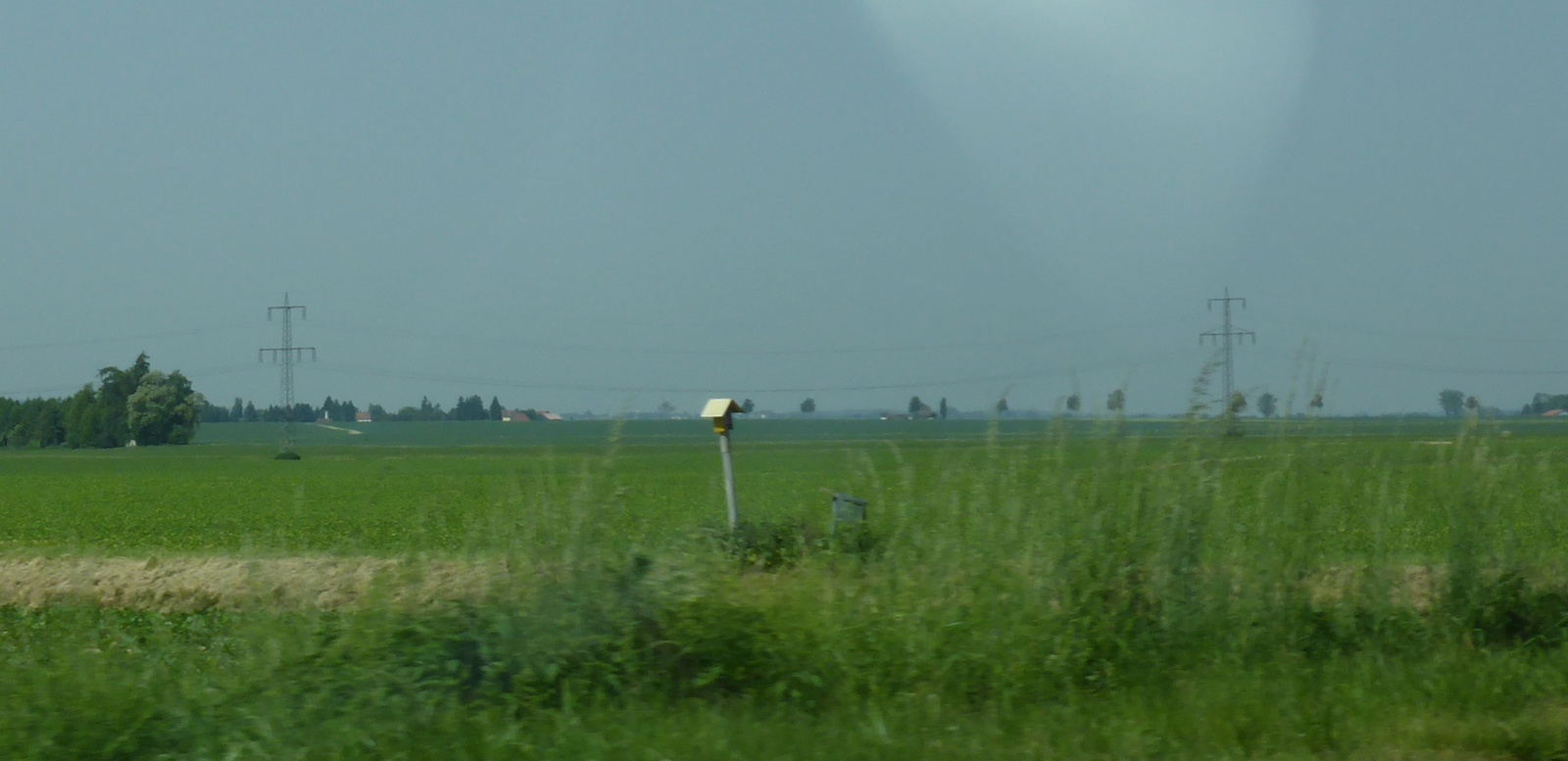
Originalmasten bei Strasskirchen
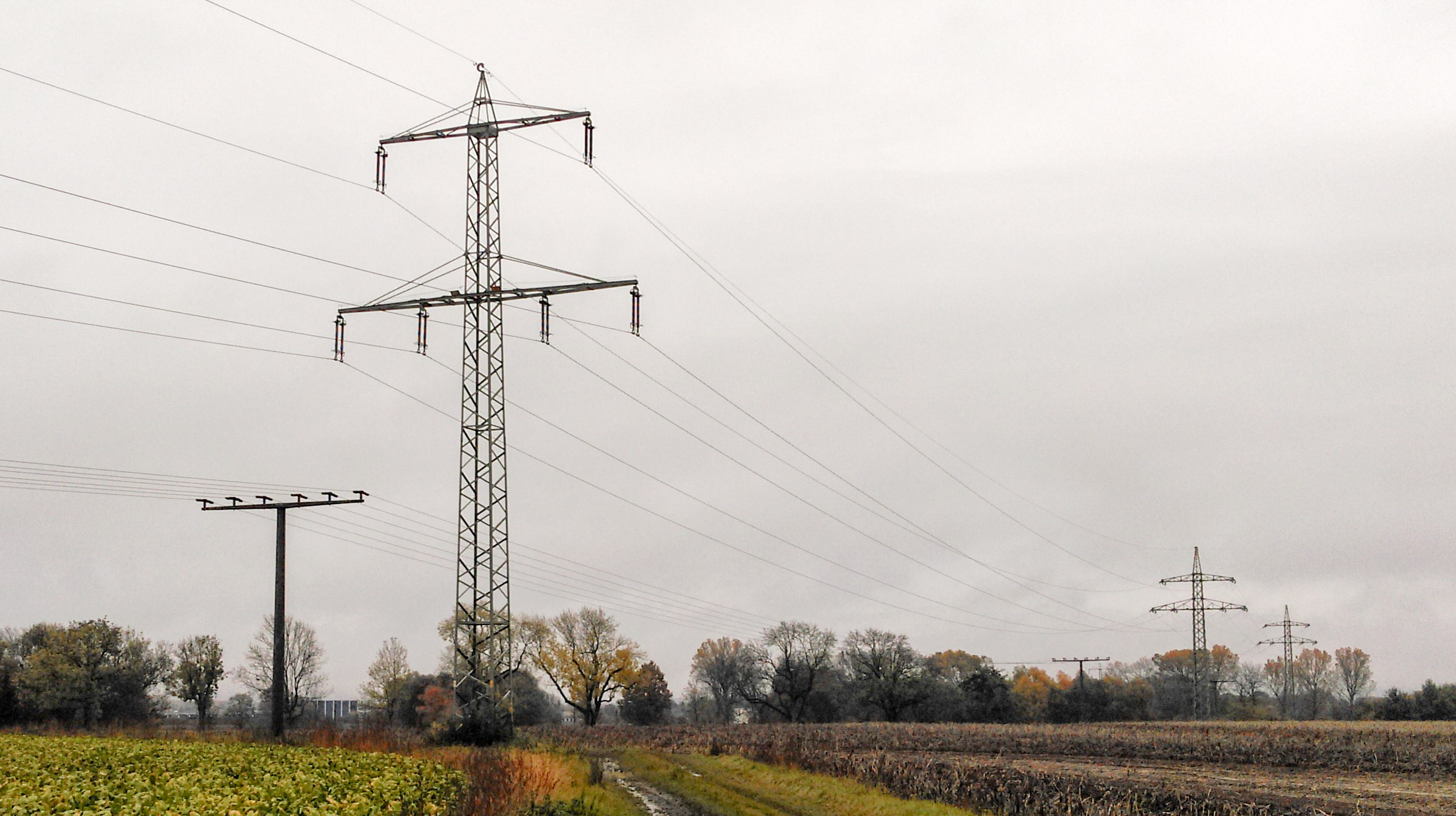
Originalmast (Vordergrund)
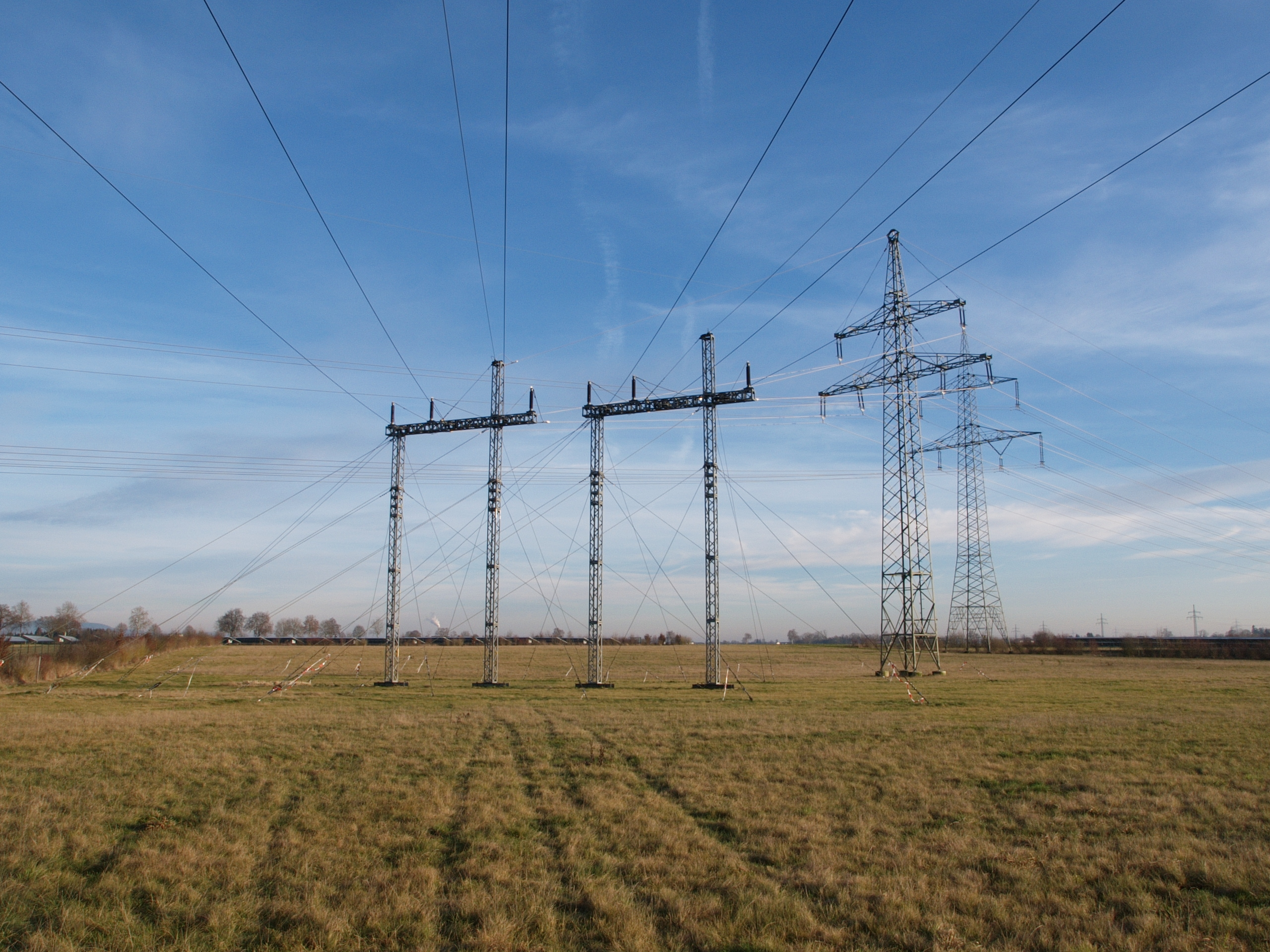
Erneuerung eines Bauabschnittes bei Gänsdorf